# 20343 Ваккар'єлло
20343 Ваккар'єлло (20343 Vaccariello) — астероїд головного поясу, відкритий 21 квітня 1998 року.
Тіссеранів параметр щодо Юпітера — 3,449.